# عبد الله غوران
عبد الله غوران (بالكردية: عەبدوڵڵا گۆران‏) هو شاعر عراقي ولد في الموصل عام 1904 م.

## حياته
ينتمي غوران لعائلة عرفت بالعناية بالأدب والتراث، فكان والده وجده يجيدان الكتابة باللغتين الكردية والفارسية، وملمين بالأدب والشعر كمثقفي تلك الحقبة، في نهاية القرن التاسع عشر وبداية القرن العشرين. تنحدر عائلة الشاعر من سلالة (ميران بكي) من منطقة مريوان الإيرانية، غادر أحد أجداده (عناية الله بك) مريوان مع أسرته إلى قرداغ في السليمانية، وبعد استقرار قصير في قرداغ توفي عنايت الله بك تاركاً ابنه عبد الله بك (جد كوران) فاتجه جد هذا الشاعر ليعيش مع عائلته في حلبجة. 
عمل غوران مدرسا في مدرسة حلبجة بين عامي 1970 إلى عام 1937، وعقب نشوب الحرب العالمية الثانية غادر مع مجموعة من المثقفين الكرد إلى يافا في فلسطين حيث عمل هناك في اذاعة الشرق الأدنى. في عام 1940 سجن لمدة سنة في في العراق وبعد أن أطلق سراحه عاد إلى السليمانية ليعمل بالصحافة وأصبح رئيس تحرير جريدة الحياة الكردية لمدة عامين وحتى إلقاء القبض عليه بتهمة نشاطه مع مجموعة انصار السلام، فحكم عليه لمدة سنة واحدة تنقل خلالها بين عدة سجون، فمن سجن السليمانية إلى سجن كركوك ثم سجن الكوت وبعقوبة ونقرة السلمان وبعدها نفي إلى قضاء بدرة الواقع على مقربة من الحدود الإيرانية. 
عندما أطلق سراحه في عام 1956 توجه إلى بغداد وبعد المعاناة من العوز والبطالة مجدداً عُين مراقباً للعمال في أحد مشاريع البناء ولكن لم يمكث في هذا العمل سوى بضعة أيام حتى اندلعت اوسع مظاهرة جماهيرية احتجاجا على العدوان الثلاثي الثلاثي على مصر وألقي القبض عليه لدوره في المظاهرات وحكم عليه بالسجن لمدة ثلاث سنوات واودع سجن كركوك ثم رحل إلى سجن بعقوبة وبعد أن قضى اقل من سنتين في السجن قامت ثورة 14 تموز سنة 1958 واطلق سراحه أسوةً بباقي السجناء السياسين. 
عاد غوران إلى النشاط السياسي والنقابي ولكنه طرد من وظيفته في دائرة الإسكان في السليمانية بعد فترة وجيزة بحجة تغيبه عن الدوام. غادر غوران متجها إلى بغداد حيث تم تكريمه وتم تعينه أستاذاً للأدب الكردي والنقد الأدبي في كلية الآداب في جامعة بغداد بالتزامن مع عمله كعضو في هيئة تحرير جريدة الحرية الكردية. 

## وفاته
توفي عبد الله غوران في يوم 18 تشرين الثاني - نوفمبر من عام 1962 بعد معاناة من مرض عضال.